# Тубре
Ту̀бре (на италиански: Tubre; на немски: Taufers im Münstertal, Тауферс им Мюнщертал, на романшки: Tuer, Туер) е село и община в Северна Италия, автономна провинция Южен Тирол, автономен регион Трентино-Южен Тирол. Разположено е на 1240 m надморска височина. Населението на общината е 962 души (към 2010 г.).

## Език
Официални общински езици са и италианският и немският. Най-голямата част от населението говори немски.
| %     | Роден език      |
| 2,15  | Италиански език |
| 97,85 | Немски език     |
| 0,5   | Ладински език   |